# ويليام غوتز
ويليام غوتز (بالإنجليزية: William Goetz)‏ هو منتج أفلام أمريكي، ولد في 24 مارس 1903 في فيلادلفيا في الولايات المتحدة، وتوفي في 15 أغسطس 1969 في لوس أنجلوس في الولايات المتحدة بسبب سرطان.

## وصلات خارجية
- ويليام غوتز على موقع IMDb (الإنجليزية)
- ويليام غوتز على موقع ألو سيني (الفرنسية)
- ويليام غوتز على موقع أول موفي (الإنجليزية)
- ويليام غوتز على موقع قاعدة بيانات الأفلام السويدية (السويدية)
- ويليام غوتز على موقع قاعدة بيانات الفيلم (الإنجليزية)
- ويليام غوتز على موقع كينوبويسك (الروسية)